# ویپرت فون بلوشر
ویپرت فون بلوشر (به آلمانی: Wipert von Blücher)(زاده ۱۴ ژولای ۱۸۸۳- شهر اشورین در شمال آلمان، درگذشته ۱۸ ژانویه ۱۹۶۳- در شهر گارمیش-پارتنکیرچن در ایالت بایرن)دیپلمات آلمانی بود که از سال ۱۹۱۱ میلادی وارد دستگاه دیپلماسی آلمان شد.
وی در سال ۱۹۱۶ مدت کوتاهی در ایران به کار پرداخت، اما مأموریت وی به عنوان سفیر آلمان در ایران از سال ۱۹۳۱ تا ۱۹۳۵ بود. وی همچنین در مراکش و آرژانتین و فنلاند نیز خدمت‌کرد.
از فون بلوشر، چندین کتاب به جای مانده و سفرنامه وی در ایران (با نام اصلی Zeitenwende im Iran «گردش روزگار در ایران») با ترجمه کیکاووس جهانداری منتشر شده‌است. در این کتاب اطلاعات جالبی در مورد ایران و فرهنگ و آداب و رسوم و سیاست، به شیوه بی‌طرفانه‌ای نگاشته شده‌است.

## آثار
- 1960: Im Ruhestand. Selbstverlag, Garmisch-Partenkirchen
- 1958: Am Rande der Weltgeschichte: Marokko, Schweden, Argentinien. Limes Verlag, Wiesbaden
- 1958: Finnland und die Sowjetunion, In: Osteuropa 8, (1958), S. 185 - 186
- 1954: Finnlands Gesuch um deutsche Hilfe 1918 Die Memoiren Mannerheims berichtigt. In: Außenpolitik. Zeitschrift für internationale Fragen 5 (1954), S. 462 -464
- 1953: Wege und Irrwege der Diplomatie. Limes Verlag, Wiesbaden
- 1952: Die Rolle Mannerheims im Zweiten Weltkrieg. In: Osteuropa 2 (1952), S. 300 - 302
- 1951: Die Wege nach Rapallo: Erinnerungen eines Mannes aus dem zweiten Gliede. Limes Verlag, Wiesbaden
- 1951: Gesandter zwischen Diktatur und Demokratie. Erinnerungen aus den Jahren 1935 - 1944. Limes Verlag, Wiesbaden
- 1949: Zeitenwende im Iran. Erlebnisse und Beobachtungen. Koehler und Voigtländer, Biberach an der Riss